# NGC 5952
NGC 5952 (również PGC 55496) – galaktyka soczewkowata (S0), znajdująca się w gwiazdozbiorze Węża. Odkrył ją Albert Marth 25 marca 1865 roku.